# Sinfonía n.º 3 (Bruckner)

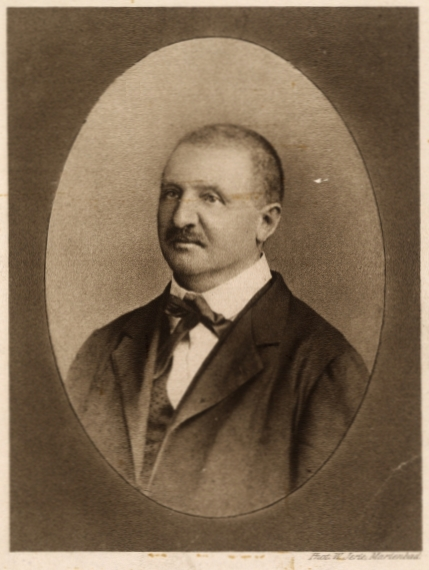
Bruckner en 1873.

La Sinfonía n.º 3 en re menor, WAB 103, también conocida como Sinfonía Wagner, fue compuesta por Anton Bruckner en 1873. Fue sometida a un extenso proceso de revisión que terminó en 1889, lo cual fue una práctica común en la producción sinfónica del maestro austríaco. La obra está dedicada a Richard Wagner, de ahí su sobrenombre.

## Historia

### Composición
La composición de esta pieza se desarrolló entre 1873 y 1889, periodo en el cual la obra experimentó un largo proceso de revisión. La obra tiene fama de ser la más revisada de la producción sinfónica de Bruckner, y existen no menos de seis versiones, tres de ellas muy interpretadas en la actualidad. Cuando Deryck Cooke describió "su intolerable estado actual de complejidad", se conocían seis versiones, todas ellas terminadas entre 1873 y 1889. Investigaciones posteriores elevaron ese total a nueve ediciones.
 

El sobrenombre Sinfonía Wagner le viene por la dedicatoria de esta pieza al célebre genio alemán. En septiembre de 1873, antes de concluir la obra, Bruckner fue a visitar a Richard Wagner, a quien había conocido en 1865 con motivo del estreno de Tristán e Isolda en Múnich. Bruckner le mostró las partituras de sus Sinfonías n.º 2 y n.º 3, y le pidió que eligiera la que más le gustara, con el fin de dedicársela. Para deleite de Bruckner, Wagner eligió la n.º 3, y Bruckner dedicó la sinfonía al maestro que tanto respetaba. Después de llegar a casa, Bruckner continuó trabajando en la sinfonía, terminando el Finale el 31 de diciembre de 1873. La leyenda cuenta que durante la visita ambos maestros bebieron tanta cerveza juntos, que al volver a casa, Bruckner no podía recordar cuál había sido la partitura elegida y envió una nota a Wagner preguntando "¿La sinfonía en re menor, donde la trompeta empieza la melodía?" Wagner contestó: "Si. Saludos. Richard Wagner". Desde entonces, Wagner se refirió a él como "Bruckner el de la trompeta" y se convirtieron en grandes amigos. En la dedicatoria Bruckner se refirió a Wagner como "al mundialmente famoso e inalcanzable noble maestro de la poesía y la música".

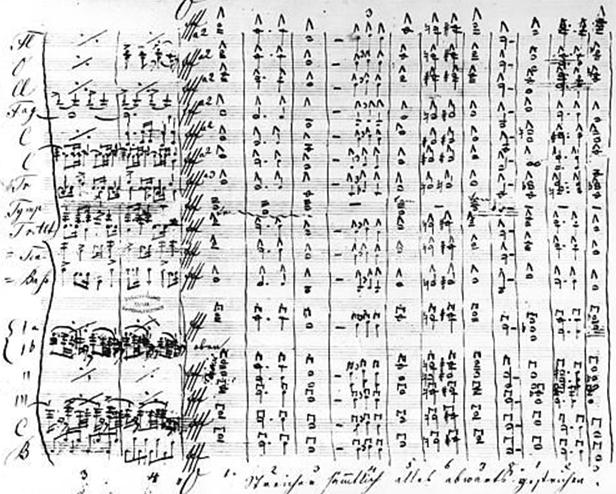
Partitura autógrafa (versión 1873).

#### Versión original de 1873
La versión original fue compuesta entre el 23 de febrero y el 31 de diciembre de 1873. En septiembre de 1873 un primer borrador fue presentado a Wagner en Bayreuth, cuando el Finale aún no había sido orquestado. Una vez concluida la obra, el compositor encargó dos copias de la partitura. Una es la que contiene la dedicatoria a Wagner. De la otra copia se conservan los dos primeros movimientos en la Biblioteca Nacional de Austria bajo la denominación Mus.Hs. 6033 y se puede consultar en línea. Esta versión llegó a ser ensayada por la Orquesta Filarmónica de Viena en junio o julio de 1874, pero fue rechazada para su interpretación. Esta versión no se estrenó hasta 1978 en el Festival de las Artes de Adelaida de Australia, bajo la dirección de Hans-Hubert Schönzeler. 
Ediciones:
- Edición de Robert Haas (sin publicar): Haas preparó en 1944 una edición crítica para la primera Bruckner Gesamtausgabe (BGA) o Edición completa de Bruckner bajo los auspicios de la Internationale Bruckner-Gesellschaft o Sociedad Internacional Bruckner. Pero durante la Segunda Guerra Mundial se perdió en Leipzig todo el material, excepto un único juego de pruebas sin corregir.
- Edición de Leopold Nowak de 1977: esta versión no fue recuperada y publicada hasta unos 103 años después de su composición. La edición se basó en la copia que Bruckner envió a Wagner con la dedicatoria.[11]

#### Versión de 1874
En 1874 Bruckner llevó a cabo una revisión. Los cambios aplicados "añaden un gran interés rítmico y complejidad a la pieza, especialmente en el primer movimiento. No hay simplificaciones ni cambios en la duración; en cambio, en ciertos pasajes cruciales, las partes de metal se rompen en una textura canónica muy detallada que hace que la música resplandezca y vibre con una intensidad luminosa presente en ninguna otra versión", conforme a las notas al programa de su primera interpretación. Esta versión fue ensayada por la Filarmónica de Viena en otoño de 1875, pero tampoco fue aceptada para su interpretación. La primera interpretación no llegó hasta el 21 de noviembre de 2007, con Akira Naito al frente de la Tokyo New City Orchestra, utilizando una edición de Carragan.
Ediciones:
- Edición de William Carragan (sin publicar).

#### Versión de 1876
En noviembre de 1876 el compositor finalizó una nueva revisión de toda la obra. De esta versión hasta ahora sólo se publicó el Adagio, pero la obra entera se ha podido reconstruir con bastante precisión. Tras terminar esta versión, Bruckner consideraba que su revisión estaba completa y mandó copiar las partes orquestales probablemente en diciembre de 1876.
Ediciones:
- Edición de Nowak de 1980: solo publicó el segundo movimiento, marcado Adagio.

#### Versión de 1877-1878
Aunque Bruckner había considerado definitiva la versión anterior, emprendió una nueva revisión. Entre enero y abril de 1877 retocó el Finale. El maestro anunció la finalización de la nueva versión en una carta al crítico musical Wilhelm Tappert fechada el 1 de mayo de 1877, y es probable que ésta sea la versión que ensayó la Filarmónica de Viena el 27 de septiembre de 1877. Aunque en un principio se rechazó de nuevo, se tomó la decisión de interpretar la sinfonía. En octubre de 1877 revisó el Adagio, que perdió las numerosas citas de temas wagnerianos que figuraban en la versión original. Es posible que la sinfonía se estrenara en esta forma el 16 de diciembre de 1877 por la Filarmónica de Viena bajo la dirección del propio compositor. En enero de 1878 revisó el Scherzo, para el cual escribió una coda de 41 compases, y ésta representa la forma final del manuscrito autógrafo. Este documento se conserva en la Biblioteca Nacional de Austria bajo la denominación Mus.Hs. 19475 y se puede consultar en línea. Otra de las fuentes de esta versión también se encuentra en la misma biblioteca bajo la denominación Mus.Hs. 34611. Se cree que pudo ser el Stichvorlage o modelo del grabador para la primera impresión de Rättig en 1879 y para Oeser, mientras que Nowak se basa en su mayor parte en Mus.Hs. 19475.
Ediciones:   
- Edición de Theodore Rättig de 1879: se trata de la primera edición de la pieza basada en Mus.Hs. 34611. La primera edición presenta algunas pequeñas diferencias respecto a la partitura autógrafa de la versión de 1877, como la eliminación de la coda del Scherzo, que figura marcada "no imprimir".

- Edición de Fritz Oeser de 1950: Oeser preparó la primera edición crítica de esta versión para la Sociedad Bruckner. Para ello se basó en la partitura autógrafa (Mus.Hs. 34611) utilizada para el estreno en Viena y además tomó algunos elementos de la edición de Rättig. Por otra parte, eliminó la coda del Scherzo considerando que Bruckner decidió suprimirla en la partitura impresa.
- Edición de Nowak de 1980: Nowak se basó en Mus.Hs. 19475. Restauró la coda del Scherzo, así como algunos otros recortes. En la actualidad esta edición es la que se considera definitiva y por tanto es la elegida en la mayoría de las interpretaciones y grabaciones.

#### Versión de 1888-1889
Entre 1888 y 1889 Bruckner con la ayuda de Franz Schalk revisó de nuevo la partitura con vistas a una segunda edición de la sinfonía. La se acortó aún más, suprimiendo definitivamente la coda del Scherzo. Los cambios en la orquestación transformaron el clima general de la obra, acercándola al universo sonoro de las últimas sinfonías del autor. Los retoques más significativos están en el Finale; para lo cual se basó en una versión de Schalk. Los dos pasajes marcados con vi-de en el Stichvorlage de la versión de 1878 fueron cortados aquí. El material que sigue al segundo de estos cortes también fue completamente reescrito por Bruckner, que no aceptó la propuesta de Schalk para el pasaje. Esta versión fue interpretada por primera vez el 21 de diciembre de 1890 en Viena, dirigida por Hans Richter.
Ediciones:
- Edición de Rättig de 1890: ésta fue la segunda edición de la pieza y fue la más utilizada durante la primera mitad del siglo XX. Fue reimpresa por Redlich en 1960.
- Edición de Nowak de 1959: Se trata de una edición crítica que presenta algunos cambios en orquestación con respecto a la de Rättig. Fue la más interpretada y grabada durante la segunda mitad del siglo XX, hasta que vio la luz la edición definitiva de la versión de 1877.

### Estreno y publicación
El estreno se celebró el 16 de diciembre de 1877 en el Musikverein de Viena con la interpretación de la Orquesta Filarmónica de Viena dirigida por el propio compositor. En principio el director de orquesta iba a ser Johann von Herbeck, pero su fallecimiento un mes antes del concierto obligó al propio Bruckner a asumir la dirección para evitar la cancelación.
La primera edición de la pieza fue llevada a cabo en 1879 por el editor Theodore Rättig.

## Instrumentación
La partitura está escrita para una orquesta formada por:
- Viento madera: 2 flautas, 2 oboes, 2 clarinetes en si bemol, 2 fagotes.
- Viento metal: 4 trompas (dos en fa y dos en si bemol), 2 trompetas en re, 3 trombones (alto, tenor y bajo).
- Percusión: timbales.
- Cuerda: una sección de cuerdas con violines I y II, violas, violonchelos y contrabajos.

## Estructura y análisis
La sinfonía consta de cuatro movimientos que presentan tres versiones.
La primera versión (1873, revisada 1874, 1876) sigue este esquema:
- I. Gemäßigt, misterioso, en re menor 2
2
- II. Adagio. Feierlich, en mi bemol mayor 4
4
- III. Scherzo. Ziemlich schnell, en re menor 3
4
- IV. Finale. Allegro, en re menor 2
2

La segunda versión (1877-1878) sigue este esquema:
- I. Gemäßigt, mehr bewegt, misterioso (o Sehr langsam, misterioso), en re menor 2
2
- II. Adagio. Bewegt, quasi Andante, en mi bemol mayor 4
4
- III. Scherzo. Ziemlich schnell (o Sehr schnell), en re menor 3
4
- IV. Finale. Allegro (o Ziemlich schnell), en re menor 2
2

La tercera versión (1889) sigue este esquema:
- I. Mehr langsam, misterioso (Nowak) / Mäßig bewegt (Schalk), en re menor 2
2
- II. Adagio (etwas bewegt), quasi Andante, en mi bemol mayor 4
4
- III. Scherzo. Ziemlich schnell, en re menor 3
4
- IV. Finale. Allegro, en re menor 2
2

La interpretación de esta obra dura aproximadamente entre 60 y 65 minutos. La sinfonía está salpicada de evocaciones de las óperas de Wagner, sobre todo de Die Walküre, Tannhäuser y Lohengrin. Pero se adhiere a los modelos clásicos y, como es habitual en Bruckner, se distingue bastante de Wagner en su perspectiva esencialmente abstracta y elevada. En todas sus versiones se mantiene la estructura en cuatro movimientos típica de Bruckner. 

### I. Primer movimiento
El primer movimiento lleva la indicación Gemäßigt, misterioso, que significa "moderado, misterioso". Está escrito en la tonalidad de re menor y en compás alla breve. En posteriores revisiones aparecen otras indicaciones como Gemäßigt, mehr bewegt, misterioso (Moderado, más conmovedor, misterioso) o Sehr langsam, misterioso (Muy lento, misterioso); y en las últimas versiones aparece como Mehr langsam, misterioso (Más lento, misterioso) o Mäßig bewegt (Moderadamente conmovedor). Está escrito en la tonalidad de re menor y en compás alla breve. Se inicia con un llamativo tema principal presentado por la trompeta solista, seguido del anuncio de una noble melodía de trompa. La exposición cuenta con tres grupos temáticos, como es habitual en Bruckner, y finaliza con una cita de su propia Misa en re menor. La sección de desarrollo también tiene la impronta bruckneriana típica de un segundo tema principal enunciado en movimiento contrario, antes de la introducción a la recapitulación. La coda ofrece el motivo principal a modo de canon para trompetas y trombones, y se cierra con un aire majestuoso.

### II.Adagio
El segundo movimiento, Adagio, está en mi bemol mayor y en compás de 4/4. La primera versión además de Adagio llevaba la indicación Feierlich, que significa "solemne", mientras que en posteriores revisiones figuran otras indicaciones como Adagio. Bewegt, quasi Andante (Adagio. Movido, casi Andante) o Adagio (etwas bewegt), quasi Andante (Adagio (algo movido), casi Andante). En la versión original presentaba un tranquilo estilo reverencial, fue objeto de una importante revisión; el movimiento original de 1876 era unos 38 compases más largo que el de la revisión de 1877, que se escucha con regularidad. 

### III.Scherzo. Ziemlich schnell
El tercer movimiento lleva la indicación Scherzo. Ziemlich schnell, que significa "bastante rápido". Está de nuevo en re menor, en compás de 3/4 y responde a una forma ternaria A-B-A de scherzo con trío. El Scherzo presenta un carácter irrefrenable y precipitado, dotado de una formidable potencia. La sección central de trío contrasta con las vehementes secciones exteriores del movimiento, ya que se caracteriza por un tema lírico destinado a las violas.

### IV.Finale. Allegro
El cuarto y último movimiento, Finale. Allegro, retoma la tonalidad inicial y el compás alla breve. Arranca con un ánimo de similar determinación, pero la segunda agrupación temática contrastante presenta una enigmática yuxtaposición de estilos. Contrasta una polca de los violines con un solemne coral de los metales, al que responden las maderas. El biógrafo del compositor, August Göllerich, recordaba cuando paseaba con Bruckner por un suburbio de Viena y escuchó la música de una danza popular procedente de una taberna, adyacente a una funeraria en la que esperaba sepultura el cuerpo de un famoso arquitecto de catedrales. Bruckner exclamó «¡Escuchad! Aquí se baila, mientras allí el maestro yace en su ataúd. Eso es la vida, eso es lo que quería mostrar en mi Tercera Sinfonía». La polca simboliza las alegrías de la vida, mientras que el coral representa su dolor y tristeza. La pieza termina en un clima de afirmación triunfal, cuando el tema inicial de la trompeta regresa para coronar una coda breve pero decisiva, ahora majestuosamente transfigurada en modo mayor.

## Recepción de la obra
El estreno de la versión de 1877 fue un desastre absoluto. Bruckner era un director de coro decente, pero como director de orquesta era escasamente competente. El público vienés, en principio poco afín a su obra, fue abandonando la sala según transcurría la interpretación. Incluso algún miembro de la orquesta abandonó el escenario hacia el final y solo unos pocos incondicionales, como el joven Gustav Mahler, apoyaron al maestro hasta el final. Abatido por el fracaso, el compositor emprendió una profunda revisión de la obra.
Cuando Bruckner presentó inicialmente la partitura a Otto Dessoff, el desconcertado director replicó: "¿pero dónde está la melodía principal?" Así comenzó la tortuosa gestación de esta sinfonía, mientras los bienintencionados discípulos y seguidores de Bruckner proponían sus propias "mejoras". El musicólogo Deryck Cooke describió esta obra como "la menos perfecta, pero no la menos magnífica" de las nueve sinfonías de Anton Bruckner. La obra ha sido calificada como "difícil" y hay quien la considera la consagración artística de Bruckner. Para Rudolf Kloiber esta sinfonía "abre la secuencia de las obras maestras de Bruckner, en la que su creatividad se encuentra con la monumental habilidad de la construcción sinfónica".

## Discografía selecta
A continuación se cita una selección de grabaciones de las distintas versiones de la sinfonía.
Versión de 1873
- 1982 – Eliahu Inbal, Orquesta Sinfónica de la Radio de Frankfurt (Teldec).
- 1996 – Roger Norrington, London Classical Players (EMI).
- 1998 – Georg Tintner, Royal Scottish National Orchestra (Naxos).

Versión de 1876
- 1998 – Georg Tintner, Royal Scottish National Orchestra (Naxos).

Versión de 1877-1878 (ed. Oeser)
- 1963 – Bernard Haitink, Orquesta del Concertgebouw (Philips).
- 1980 – Rafael Kubelík, Orquesta Sinfónica de la Radio de Baviera (Sony).
- 1995 – Daniel Barenboim, Orquesta Filarmónica de Berlín (Warner).

Versión de 1877-1878 (ed. Nowak)
- 1988 – Bernard Haitink, Orquesta Filarmónica de Viena (Philips).
- 1992 – Georg Solti, Orquesta Sinfónica de Chicago (Decca).
- 1994 – Nikolaus Harnoncourt, Orquesta del Concertgebouw (Warner).
- 2020 – Christian Thielemann, Orquesta Filarmónica de Viena (Sony).

Versión de 1888-1889 (ed. Rättig)
- 1954 – Hans Knappertsbusch, Orquesta Filarmónica de Viena (Decca).
- 1965 – Carl Schuricht, Orquesta Filarmónica de Viena (EMI).
- 1966 – George Szell, Orquesta de Cleveland (Sony).

Versión de 1888-1889 (ed. Nowak)
- 1967 – Eugen Jochum, Orquesta Sinfónica de la Radio de Baviera (DG).
- 1970 – Karl Böhm, Orquesta Filarmónica de Viena (Decca).
- 1980 – Sergiu Celibidache, Orquesta Sinfónica de la Radio de Stuttgart (DG).
- 1985 – Riccardo Chailly, Orquesta Sinfónica de la Radio de Berlín (Decca).
- 2017 – Andris Nelsons, Orquesta de la Gewandhaus de Leipzig (DG).